# Legeriomyces rarus
Legeriomyces rarus är en svampart som beskrevs av M.C. Williams & Lichtw. 1993. Legeriomyces rarus ingår i släktet Legeriomyces och familjen Legeriomycetaceae.   Inga underarter finns listade i Catalogue of Life.